# Who Owns My Heart
"Who Owns My Heart" je pjesma američke pjevačice Miley Cyrus. Napisali su je Cyrus, Antonina Armato, Tim James, i Devrim Karaoglu, a producirali Armato i James. Pjesma je objavljena kao drugi singl s Cyrusinog trećeg studijskog albuma, koji je objavljen 22. listopada 2010. u odabranim europskim zemljama.
Pjesma je primila raznolike kritike. "Who Owns My Heart" nije uspjela ponoviti uspjeh svog prethodnika " Can't Be Tamed". Ipak, uspješno se plasirala na drugo mjesto belgijske liste, a također se pojavila na glazbenim listama u Austriji, Njemačkoj i Slovačkoj. Glazbeni spot za pjesmu je režirao Robert Hales. 

## Pozadina
Pjesmu su napisali Cyrus, Antonina Armato, Tim James, i Devrim Karaoglu. Cyrus je pjesmu opisala kao „totalnu dance pjesmu” s cool konceptom. Pjesma je izdana kao digitalni singl u Australiji 22. listopada. Četiri dana kasnije, u Europi je izdana kao CD singl
.

## Kritički osvrt
Alexis Petridis iz magazina The Guardian je rekao da pjesma sliči hitovima Lady GaGe. Ed Masley iz The Arizona Republic ocjenio je pjesmu kao jednu od najboljih s albuma, iako ima glupavi refren nalik onima iz pjesmama ABBE.

## Uspjeh singla
Pjesma je u tjednu do 27. studenog debitirala i ostvarila najvišu poziciju na listi Eurochart Hot 100 Singles, na broju 76. Pjesma je u tjednu do 19. studenog debitirala na 35. poziciji austrijske liste singlova. U tjednu do 22. studenog pjesma je debitirala na 24. poziciji njemačke liste singlova, to joj je i najviša pozicija. Pjesma se također pojavila na glazbenim listama u Belgiji (Flandariji) na 2. poziciji i na slovačkoj listi singlova na 35. poziciji 
.

## Videospot
Glazbeni video za "Who Owns My Heart" je režirao Robert Hales, koji je i režirao spot za  Can't Be Tamed. Spot je sniman 6. i 7. kolovoza u Rochester Hillsu, Michigan.  Spot je premijerno prikazan na španjolskom MSN-u 8. listopada 2010. Jocelyn Vena iz MTV vijesti komentirao je : „Dođe vrijeme u svakoj karijeri pop princeze da priredi sexy dance party i da potvrdi da je žena. 2001. to je radila Britney Spears s videospotom pjesme 'I'm a Slave 4 U' a ovog tjedna Miley Cyrus radi isto u svojom spotu za dance pjesmu 'Who Owns My Heart'". Tim Winter, predsjednik Parents Television Council je kritizirao spot zbog seksualnih elemenata.

## Nastupi uživo
Cyrus je prvi izvela "Who Owns My Heart" na koncertu u Los Angelesu. 7. studenog 2010. Cyrus izvodi pjesmu na MTV Europe Music Awards u Madridu.

## Glazbene liste
| Lista (2010.)                                    | Najviša pozicija |
| ------------------------------------------------ | ---------------- |
| Austrijska lista singlova (Ö3 Austria Top 40)    | 35               |
| Belgijska lista singlova (Ultratip) (Flandarija) | 2                |
| Eurochart Hot 100 Singles                        | 76               |
| Njemačka lista singlova (Media Control Charts)   | 24               |
| Mađarska radio lista(Mahasz)                     | 20               |
| Slovačka radio lista (IFPI)                      | 35               |

## Popis pjesama

### Promo CD singl
1. "Who Owns My Heart" (verzija s albuma)

### CD singl
1. "Who Owns My Heart" (verzija s albuma)
2. "Forgiveness and Love" (verzija s albuma)

### Digitalni EP
1. "Who Owns My Heart" (verzija s albuma)
2. "Who Owns My Heart" (Alias remix)
3. "Who Owns My Heart" (Alias radio remix)

### Digitalni download na području Francuske i Australije
1. "Who Owns My Heart" (verzija s albuma)
2. "Who Owns My Heart" (spot)